# Bright Eyes
Bright Eyes è un gruppo musicale statunitense composto dal cantautore Conor Oberst e dai polistrumentisti Mike Mogis e Nate Walcott. Numerosi altri musicisti collaborano tuttavia al progetto alternandosi, musicisti per lo più provenienti dalla scena musicale indie di Omaha, nel Nebraska. Il nome Bright Eyes è stato scelto da Oberst dopo aver visto un film in cui il protagonista maschile utilizzava queste parole ("occhi luminosi") per descrivere la protagonista femminile.
Nonostante il gruppo sia legato alla casa discografica indipendente Saddle Creek Records, gode di una popolarità che compete con quella delle altre maggiori case discografiche contemporanee: nel 2004 i singoli Lua e Take It Easy (Love Nothing) si sono aggiudicati le prime due posizioni nella classifica Billboard Hot 100 dopo solo due settimane dalla loro pubblicazione simultanea.

## Storia del gruppo

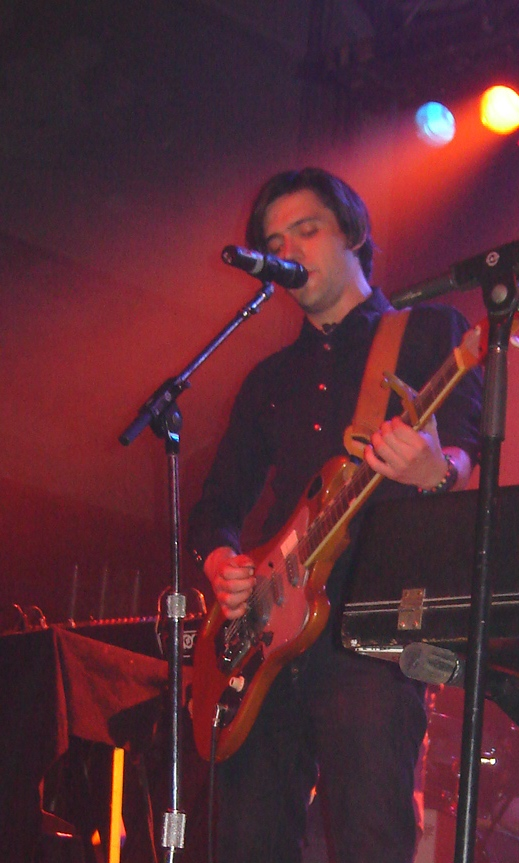
Conor Oberst in un'esibizione a Wiesbaden.

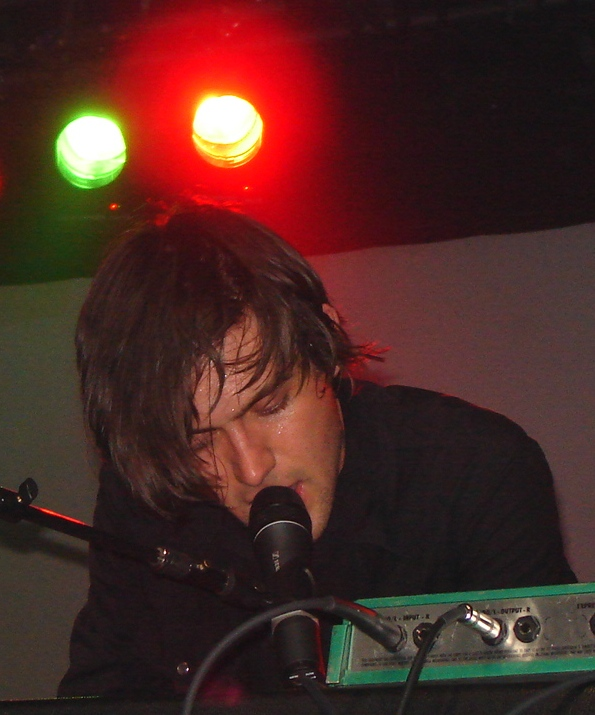
Conor Oberst sempre a Wiesbaden.

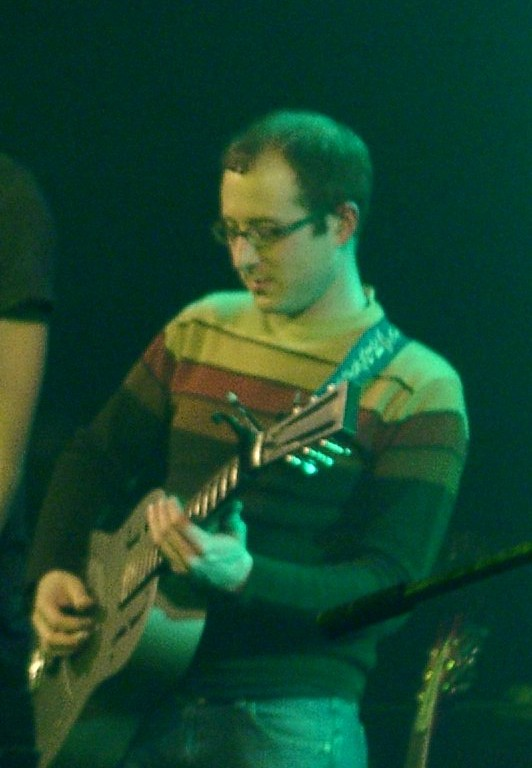
Mike Mogis durante uno show a Berlino il 5 marzo 2005.

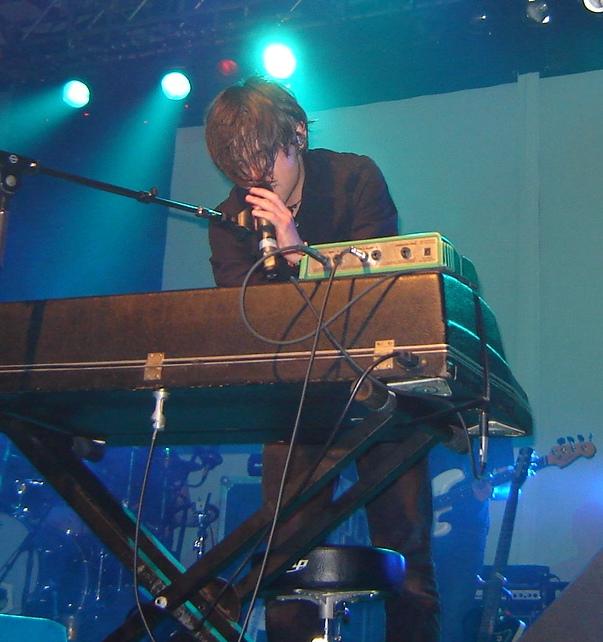
Conor Oberst in un'esibizione a Wiesbaden.

### Gli inizi
I Bright Eyes nascono come progetto collaterale di Conor Oberst nel periodo in cui quest'ultimo si trovava ancora alla guida dei Commander Venus, gruppo indie rock che comprendeva Tim Kasher, in seguito fondatore dei Cursive. Nonostante Conor Oberst si occupasse prevalentemente della sua band, tra il 1995 e il 1997 scrive e registra indipendentemente materiale acustico nella cantina dei suoi genitori, grazie ad un registratore a quattro tracce. Delle quasi settanta canzoni incise, due verranno poi incluse nel primo prodotto dei Bright Eyes, un album a sette pollici senza titolo in collaborazione con il gruppo Squad Car 96.
Al momento dello scioglimento dei Commander Venus nel 1997, i Bright Eyes diventano così il centro dell'attenzione di Oberst. Nel 1998 pubblica altre venti delle canzoni registrate in precedenza: ne esce così il primo lavoro sotto il nome Bright Eyes, A Collection of Songs Written and Recorded 1995-1997. L'album vede Oberst sperimentare con la batteria, le tastiere e altri strumenti. Le sonorità dell'album spaziano da cantati belanti, inizialmente criticate perché definite come una cattiva imitazione di David Dondero, a canzoni acustiche e pezzi strumentali composti con il sintetizzatore, in uno stile techno. Le reazioni della critica sono inizialmente contrastanti, la All Music Guide definisce ad esempio il cantato di Oberst come l'incomprensibile balbettamento di un bambino, sostenendo che ogni equilibrio musicale che si è mantenuto fino a quel punto, seppur fragile, si perde e così lo stesso ovviamente accade all'ascoltatore.

### Letting Off the Happiness
Il 2 novembre 1998 esce sotto l'etichetta indipendente Saddle Creek Letting Off the Happiness. Secondo il comunicato stampa della casa discografica, in esso si ha la collaborazione dei componenti di gruppi come Lullaby for the Working Class, Neutral Milk Hotel, e Of Montreal. L'ex componente della band Park Ave., Neely Jenkins, contribuisce inoltre ad alcune parti cantate. L'album viene registrato in gran parte nello scantinato della famiglia Oberst, ad Omaha, su un registratore ad otto tracce analogico; alcune parti vengono invece registrate nello studio del tastierista Andy Lemaster ad Athens, in Georgia. Tutti i pezzi sono suonati dall'intero gruppo, ad eccezione di June on the West Coast eseguita con solo chitarra acustica e voce. Padraic My Prince è un resoconto drammatico e immaginario dell'annegamento del fratello minore di Conor Oberst. Quest'ultimo riprenderà successivamente il tema della canzone in Cartoon Blues, canzone presente nell'EP Four Winds.

### Fevers and Mirrors
Nel 2000, i Bright Eyes pubblicano Fevers and Mirrors. Per gli arrangiamenti vengono introdotti nuovi strumenti come il flauto, il pianoforte e la fisarmonica. Dopo il brano An Attempt to Tip the Scales, ha luogo una finta intervista radiofonica, che vede Todd Fink dei The Faint imitare Conor Oberst mentre legge uno scritto dello stesso Oberst. L'intervistatore è Conor. In questa intervista, il falso Oberst presenta una spiegazione intenzionalmente strana e contraddittoria del suo atteggiamento verso la musica. Nell'intervista si citano le critiche fatte ai suoi testi, considerate da Conor come esagerate e non sincere, ribattendo che i testi sono destinati a un'interpretazione personale. Verso la fine dell'intervista, si può sentire Conor parlare nel sottofondo. Quando KittyMagik.com gli chiese chiarimenti su questa falsa intervista, il cantante rispose: Era un modo per prenderci in giro perché l'album è così deprimente. Intendo, quella è una parte di ciò che sono, ma mi piace anche ridere e fare casino.

### Lifted or The Story Is in the Soil, Keep Your Ear to the Ground
Nel 2002, con l'uscita di Lifted or The Story Is in the Soil, Keep Your Ear to the Ground, i Bright Eyes cominciano ad acquistare popolarità, anche grazie ad articoli apparsi sul New York Times, il The Los Anges Times, il Time Magazine, il Rolling Stones, Blender e Spin, molti dei quali lodavano Conor Obrest considerandolo un eccellente artista emergente. L'album fu un successo commerciale, vendendo oltre 250 000 copie.
Durante la campagna presidenziale americana del 2004, i Bright Eyes partecipano con Bruce Springsteen e gli R.E.M. al MoveOn.org Vote for Change tour. Durante il tour, Oberst canta in numerosi duetti con Springsteen e Neil Young.

### I'm Wide Awake It's MorningeDigital Ash in a Digital Urn
Nel mese di novembre 2004, due singoli dei Bright Eyes, Lua e Take It Easy (Love Nothing), raggiungono la vetta della classifica Billboard dei singoli più venduti, un risultato positivo, considerando l'appartenenza del gruppo ad un'etichetta indipendente. Il 25 gennaio 2005 vengono pubblicati due album molto differenti tra loro: da una parte vi è il folk di I'm Wide Awake, It's Morning, dall'altra l'elettronica con sonorità digitali di Digital Ash in a Digital Urn. Segue quindi un tour mondiale in due parti, la prima dedicata a I'm Wide Awake It's Morning, la seconda a Digital Ash in a Digital Urn. Nonostante il successo, Oberst ha spesso dichiarato che il tour fu estenuante e di enorme peso alla salute e al benessere della band. Entro la fine di gennaio 2005, I'm Wide Awake It's Morning si trovava alla posizione numero 10 nella classifica di Billboard, mentre Digital Ash in a Digital Urn era alla posizione numero 15.

### Noise FlooreMotion Sickness
Il 2 maggio 2005 i Bright Eyes si esibiscono al The Tonight Show with Jay Leno con la canzone di protesta When the President Talks to God. Della canzone viene fatto un vinile a sette pollici, venduto in seguito ai concerti del gruppo.
Nel 2006 il gruppo si aggiudica i premi Artist of the Year e Song of the Year per When The President Talks to God agli PLUG Independent Music Awards e lo Special Recognition Award per il video di First Day of My Life ai 17th Annual GLAAD Media Awards. Inoltre, il Time ha citato I'm Wide Awake, It's Morning tra i dieci migliori album del 2005.
Nell'ottobre del 2006, venne pubblicata la raccolta di pezzi rari intitolata Noise Floor (Rarities: 1998-2005).

### Cassadaga
Il 10 aprile 2007 esce l'album Cassadaga negli Stati Uniti, preceduto da un EP intitolato Four Winds. Poco tempo prima, aveva cominciato a circolare su internet il pezzo Endless Entertainment, dopo essere stato pubblicato sul loro sito internet ufficiale ThisIsBrightEyes.com, tuttavia il brano non è stato compreso nel nuovo album.
In seguito alla pubblicazione di Cassadaga, i Bright Eyes partono per un tour in Nord America da febbraio a maggio 2007 con date in Europa e Giappone tra giugno e luglio dello stesso anno.
Il 19 maggio 2005, al Ryman Auditorium di Nashville, Tennessee, Conor Oberst si esibisce durante il bis assieme a Gillian Welch e David Rawlings, presentando una nuova canzone intitolata Man Named Truth. La canzone era stata composta nel camerino quella notte stessa.
Nei sette giorni di concerti al The Town Hall di New York City, i Bright Eyes eseguono duetti con numerosi musicisti: il 25 maggio con Lou Reed; il 26 con Ben Kweller; il 28 con Jenny Lewis e John Rice; il 29 con Norah Jones, Little Willie e Derrick E; il 30 con Nick Zinner, Maria Taylor e Ben Gibbard, il 31 con Steve Earle, ed infine il 1º giugno con Ron Sexsmith e Britt Daniel. Il 9 luglio esce il doppio singolo per Hot Knives e If the Brakeman Turns My Way.

### Progetti paralleli eThe People's Key
Negli anni 2008 e 2009 Conor Oberst si dedica ad un progetto solista, pubblicando due album sotto il nome di Conor Oberst and the Mystic Valley Band, e al supergruppo Monsters of Folk, composto da due terzi dei Bright Eyes, M. Ward e Jim James dei My Morning Jacket. In un'intervista del giugno 2009 al Rolling Stone ha dichiarato di voler ritirare il "nome" Bright Eyes dopo un ultimo album.
Nel 2011 esce il nuovo album The People's Key, anticipato dal singolo Shell Games, sempre per la Saddle Creek Records.

## Formazione

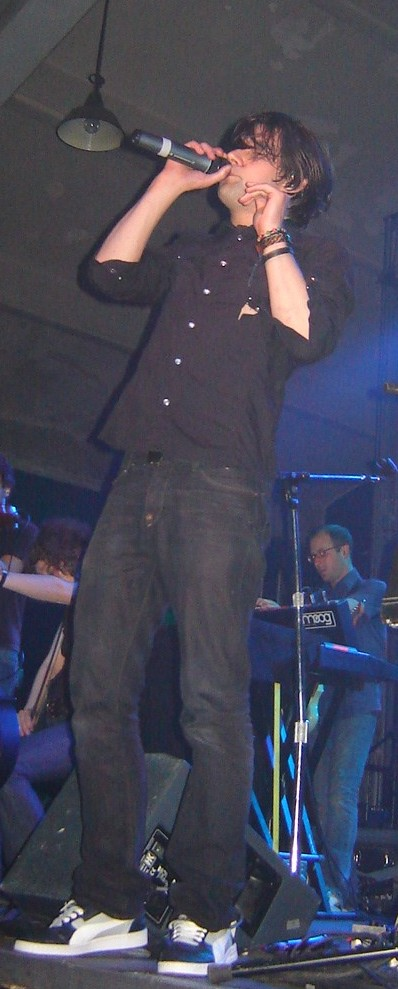
Conor Oberst a Wiesbaden.

### Formazione attuale

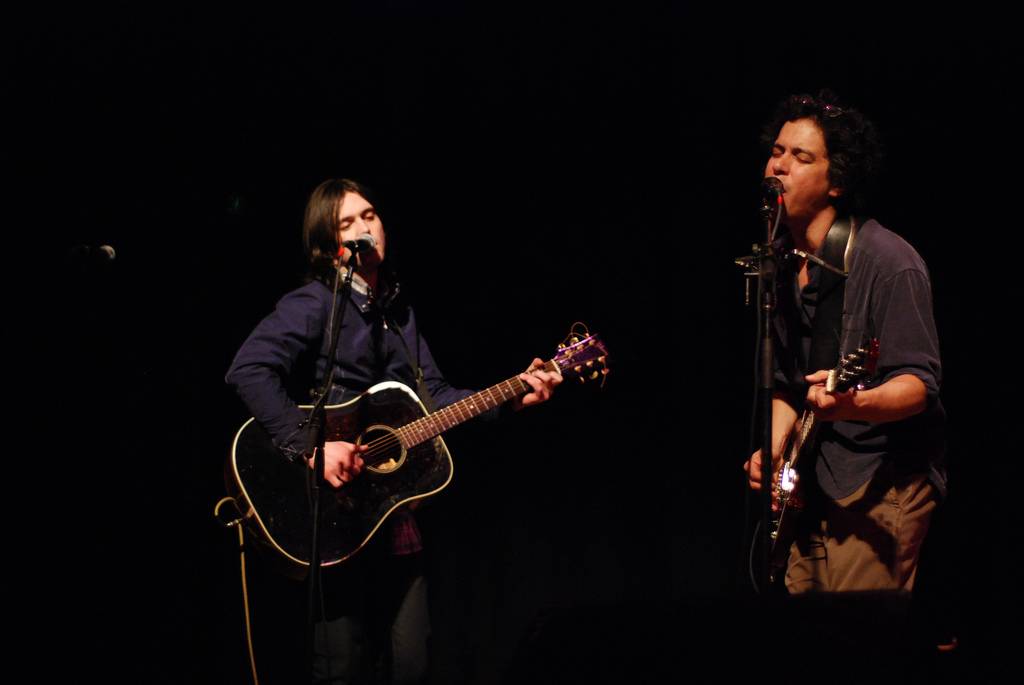
Conor Oberst e M. Ward.

- Conor Oberst - canto, chitarra, tastiere, basso
- Andy LeMaster - chitarra, canto, basso
- Mike Mogis - banjo, mandolino, chitarra acustica, chitarra elettrica
- Anton Patzner - violino, basso
- Rachel Blumberg - batteria
- Janet Weiss - batteria
- Nate Walcott - organo, tromba, fisarmonica

I membri permanenti sono Oberst, Mogis e Walcott.

## Discografia

### Album
- 1998 – A Collection of Songs Written and Recorded 1995-1997
- 1998 – Letting Off the Happiness (Saddle Creek)
- 2000 – Fevers and Mirrors (Saddle Creek)
- 2002 – Lifted or The Story Is in the Soil, Keep Your Ear to the Ground (Saddle Creek)
- 2002 – A Christmas Album (Saddle Creek)
- 2005 – Digital Ash in a Digital Urn (Saddle Creek)
- 2005 – I'm Wide Awake, It's Morning (Saddle Creek)
- 2007 – Cassadaga (Saddle Creek)
- 2011 – The People's Key (Saddle Creek)
- 2020 – Down in the Weeds, Where the World Once Was (Dead Oceans)
- 2024 – Five Dice, All Threes (Dead Oceans)

### EP e singoli
- 1999 - Every Day and Every Night (EP)
- 2001 - Don't Be Frightened Of Turning The Page
- 2001 - I Will Be Grateful For This Day (7") (Sub Pop Records)
- 2001 - Oh Holy Fools: The Music of Son, Ambulance & Bright Eyes
- 2001 - Drunk Kid Catholic (CDS)
- 2002 - There Is No Beginning To The Story (EP)
- 2002 - Lover I Don't Have To Love (CDS)
- 2004 - Take It Easy (Love Nothing) (CDS)
- 2004 - Lua (CDS)
- 2005 - First Day of My Life C(DS)
- 2007 - Four Winds (EP)
- 2007 - Hot Knives/If The Brakeman Turns My Way

### Album dal vivo
- 2005 – Motion Sickness (Live Recordings) (Team Love)

### Compilation
- 2006 – Noise Floor (Rarities: 1998-2005) (Saddle Creek)